# Шляйден
Шляйден (нім. Schleiden) — місто в Німеччині, знаходиться в землі Північний Рейн-Вестфалія. Підпорядковується адміністративному округу Кельн. Входить до складу району Ойскірхен.
Площа — 122,09 км2. Населення становить 13 191 ос. (станом на 31 грудня 2020).